# Per-Ulrik Johansson
Per-Ulrik Johansson (* 6. Dezember 1966 in  Uppsala) ist ein schwedischer Profigolfer.

## Werdegang
Er nahm ein Golf-Stipendium in den USA wahr und besuchte die Arizona State University, wo er im selben Team wie Phil Mickelson die NCAA Championship 1990 gewinnen konnte. Ein Jahr zuvor hatte er sich die Schwedische Amateurmeisterschaft gesichert.
Johansson wurde im Herbst 1990 Berufsgolfer und qualifizierte sich sofort über die Tour School für die European Tour. Er holte sich in seinem ersten Jahr einen Turniersieg und wurde am Saisonende mit dem Sir Henry Cotton Rookie of the Year Award als bester Neuling ausgezeichnet. Er gewann insgesamt fünf Events und erreichte 1997 mit einem elften Platz in der European Tour Order of Merit sein bestes Ranking.
Nach erfolgreicher Absolvierung der Q-School 2000, spielte Johansson ab 2001 auf der nordamerikanischen PGA TOUR. Vier Saisonen lang behauptete er seine Spielberechtigung, ohne jedoch an seine europäischen Erfolge anschließen zu können. Im Jahr 2004 versäumte er wegen einer Verletzung die halbe Spielzeit und die weitere Qualifikation. Johannson versuchte sich 2005 auf der zweitgereihten Nationwide Tour, blieb aber erfolglos. Seit 2006 spielt er wieder häufiger auf der European Tour, findet aber noch nicht zu seiner alten Form. Im August 2007 konnte Johansson nach zehn Jahren wieder ein Turnier gewinnen, die Russian Open.
Johansson war der erste Schwede, der zweimal (1995 und 1997) in der siegreichen europäischen Ryder Cup Mannschaft vertreten war. Er gewann 1991 für Schweden sowohl den Dunhill Cup als auch den World Cup.
Per-Ulrik Johansson ist mit seiner Frau Gil, der Schwester seines Berufskollegen Jesper Parnevik, verheiratet. Die beiden haben eine Tochter (Stella, * 7. August 2003) und einen Wohnsitz in West Palm Beach, Florida. 

## European Tour Siege
- 1991 Belgian Open
- 1994 Chemapol Trophy Czech Open
- 1996 Smurfit European Open
- 1997 Alamo English Open, Smurfit European Open
- 2007 Russian Open

## Teilnahmen an Teambewerben
- Ryder Cup (für Europa): 1995 (Sieger), 1997 (Sieger)
- Alfred Dunhill Cup (für Schweden): 1991 (Sieger), 1992, 1995, 1997, 1998, 2000
- World Cup (für Schweden): 1991 (Sieger), 1992, 1997